# Model genploracji
Model genploracji (ang. geneplore model) – psychologiczna koncepcja procesu twórczego, sformułowana przez Ronalda Finkego, Thomasa Warda i Stevena Smitha w książce z 1992 r. pod tytułem Creative cognition: Theory, research, and applications. Nazwa tej koncepcji pochodzi od połączenia słów generowanie i eksploracja.
Zgodnie z tą koncepcją proces twórczy składa się z dwóch etapów: 1) generowania struktur przedtwórczych (np. nowych wyobrażeń na podstawie tych istniejących) oraz 2) eksploracji ich możliwych zastosowań. W drugim etapie próbuje się znaleźć jakąś funkcję dla wytworzonej struktury przedtwórczej. Jeśli to się nie powiedzie to następuje powrót do etapu generowania, w czasie którego powstała struktura jest albo modyfikowana, albo tworzona od początku.